# Кудринський Леонід Олександрович
Леонід Олександрович Кудринський (нар. 1954, м. Борщів Тернопільської області, Україна — 27 квітня 2006, м. Тернопіль, Україна) — український пожежник. Полковник внутрішньої служби. Почесний громадянин Тернополя (2011, посмертно).

## Життєпис
Закінчив Львівське пожежно-технічне училище (1974, нині Львівський державний університет безпеки життєдіяльності), після закінчення навчального закладу, направлений для подальшого проходження служби в Алтайський край РРФСР.
У 1976—1996 — на посадах середнього і старшого керівного складу в пожежній охороні Тернопільської області, зокрема, виконував обов'язки начальника Тернопільського батальйону ВПО.
Учасник ліквідації наслідків катастрофи на ЧАЕС (6 червня — 18 липня 1986 року), очолював воєнізований батальйон пожежної охорони управління внутрішніх справ Тернопільської області, займався дезактивацією блоків на ЧАЕС і підготовкою нового поповнення, яке прибувало для виконання робіт з ліквідації наслідків аварії; інвалід 2 групи (радіаційне ураження).

## Нагороди
- Медаль «За бездоганну службу»[1],
- Медаль «За відвагу на пожежі»[1],
- почесні грамоти, відзнаки МВС.

## Вшанування

Пам'ятна дошка Леонідові Кудринському

26 квітня 2013 року на будинку по вул. Злуки, 43 у Тернополі встановлено пам'ятну дошку Леонідові Кудринському.
На дошці викарбуваний напис:
В цьому будинку проживав

ліквідатор-чорнобилець,

командир пожежного батальйону,

Почесний громадянин м. Тернополя

ЛЕОНІД КУДРИНСЬКИЙ